# Nhà Chân phước Cha Antoni Rewera
Nhà Chân phước Cha Antoni Rewera (tiếng Ba Lan: Dom bł. ks. Antoniego Rewery) là một phòng tưởng niệm tọa lạc tại số 2 Quảng trường Thánh Wojciech, Sandomierz, Ba Lan. Phòng tưởng niệm bố trí triển lãm bên trong nhà xứ cũ của nhà thờ Thánh Józef ở Sandomierz.

## Lịch sử
Đức Cha Andrzej Dziega đã cử hành ban phép lành cho phòng tưởng niệm này vào lễ khai trương ngày 17 tháng 11 năm 2007. Triển lãm được thành lập nhờ những nỗ lực của linh mục quản xứ lúc bấy giờ là Cha Zygmunt Niewadgo và cháu trai của Cha Antoni Rewera là Marian Stępień. Cuộc triển lãm được tổ chức tại nhà xứ cũ của nhà thờ Thánh Józef ở Sandomierz. Cha Rewera từng sống ở nhà xứ này cho đến khi Cha bị Gestapo của Đức Quốc xã bắt vào năm 1942.

## Triển lãm
Hoạt động của phòng tưởng niệm xoay quanh việc triển lãm về Chân phước Cha Antoni Rewery. Các hiện vật được trưng bày trong một căn phòng và được chia thành nhiều phần chuyên đề. Bộ sưu tập của phòng triển lãm bao gồm các bức ảnh gia đình, tranh, thư từ của Cha Rewera, những bức ảnh ghi lại cuộc đời linh mục của Cha, và một số thứ khác.